# ローワン郡 (ケンタッキー州)
ローワン郡（英: Rowan County）は、アメリカ合衆国ケンタッキー州の北東部に位置する郡である。2010年国勢調査での人口は23,333人であり、2000年の22,094人から5.6%増加した。郡庁所在地はモアヘッド市（人口6,845人）であり、同郡で人口最大の都市でもある。ローワン郡は、当初州東部の大半を領域にしていたメイソン郡から分離した郡の一部を合わせて1856年に設立された。郡名はケンタッキー州選出のアメリカ合衆国下院議員と上院議員を務めたジョン・ローワンに因んで名付けられた。
ローワン郡は、アルコール飲料の販売に関して「モイスト郡」に分類される。基本的にアルコール飲料の販売は禁じられているが、モアヘッド市では包装容器に入ったアルコール飲料の販売が認められる「ウェット」の市になっている。

## 地理
アメリカ合衆国国勢調査局に拠れば、郡域全面積は286.25平方マイル (741.4 km2)であり、このうち陸地280.82平方マイル (727.3 km2)、水域は5.43平方マイル (14.1 km2)で水域率は1.90%である。郡内最高地点は、標高1,409フィート (429 m) のライムストーン・ノブである。

### 隣接する郡
- ルイス郡 - 北
- カーター郡 - 北東
- エリオット郡 - 東
- モーガン郡 - 南
- メニフィー郡 - 南西
- バス郡 - 西
- フレミング郡 - 北西

### 国立保護地域
- ダニエル・ブーン国立の森（部分）

## 人口動態
以下は2010年国勢調査による人口統計データである。
| 基礎データ - 人口: 23,333人 - 世帯数: 7,956 世帯 - 人口密度: 32人/km2（83人/mi2） - 住居数: 10,102軒 - 住居密度: 13軒/km2（34軒/mi2） 人種別人口構成 - 白人: 96.1% - アフリカン・アメリカン: 1.5% - ネイティブ・アメリカン: 0.1% - アジア人: 0.8% - 太平洋諸島系: 0.0% - 混血: 1.0% - ヒスパニック・ラテン系: 1.3% 年齢別人口構成 - 18歳未満: 20.3% - 18-24歳: 23.5%（モアヘッド州立大学の学生が多い） - 25-44歳: 25.9% - 45-64歳: 20.0% - 65歳以上: 10.4% - 年齢の中央値: 30歳 - 性比（女性100人あたり男性の人口） - 総人口: 94.6 - 18歳以上: 93.1 | 世帯と家族（対世帯数） - 18歳未満の子供がいる: 19.6% - 結婚・同居している夫婦: 52.4% - 未婚・離婚・死別女性が世帯主: 10.2% - 非家族世帯: 34.2% - 単身世帯: 27.0% - 65歳以上の老人1人暮らし: 9.2% - 平均構成人数 - 世帯: 2.39人 - 家族: 2.91人 収入と家計 - 収入の中央値 - 世帯: 33,081米ドル - 性別 - 男性: 26,777米ドル - 女性: 20,104米ドル - 人口1人あたり収入: 13,888米ドル - 貧困線以下 - 対人口: 21.3% - 対家族数: 15.9% - 18歳未満: 20.8% - 65歳以上: 16.2% |

## 都市と町

### 都市
| - モアヘッド - 郡庁所在地 - レイクビューハイツ - クリアフィールド | - ファーマーズ - エリオットビル - ハルドマン - シャーキー |

### 未編入の町
| - クランストン - ヘイズクロッシング - ヒルダ - ゲイツ | - パラゴン - ペルフレイ - ロッドバーン | - スマイル - トリップレット - ワグナーコーナー |

## 土地のメディア
- 地元新聞、ザ・モアヘッド・ニューズ
- モアヘッド州立大学のラジオ局、WMKY
- テレビ局、W10BM
- 地元オンラインニューズ、ローワン・レビュー